# I promessi sposi (film 1922)
I promessi sposi è un film del 1922 (alcune fonti riportano il 1923) diretto da Mario Bonnard.

## Trama
Nella Lombardia del Seicento l'amore tra Renzo e Lucia è ostacolato da don Rodrigo, il crudele signorotto locale. Perciò i due dovranno allontanarsi dal paese e affrontare mille difficoltà al di sopra di ogni loro immaginazione. Ciononostante la buona sorte è sempre dalla loro parte nei momenti più bui.

## Riedizione sonora
Nel 1934 venne rieditato, stavolta sonorizzato e doppiato laddove possibile, presentato però con la superata velocità di frequenza di 16 fotogrammi al secondo.